# Жукув-Другий
Жукув-Другий (пол. Żuków Drugi) — село в Польщі, у гміні Кшчонув Люблінського повіту Люблінського воєводства.